# 카스텔로리조섬
카스텔로리조(그리스어: Καστελλόριζο)는 그리스 도데카니사 제도의 섬으로, 공식 명칭은 메기스티(그리스어: Μεγίστη)이다.
아테네에서 570km, 로도스에서 125km 동쪽에 있으며, 키프로스에서는 280km 떨어져 있다.

## 지리

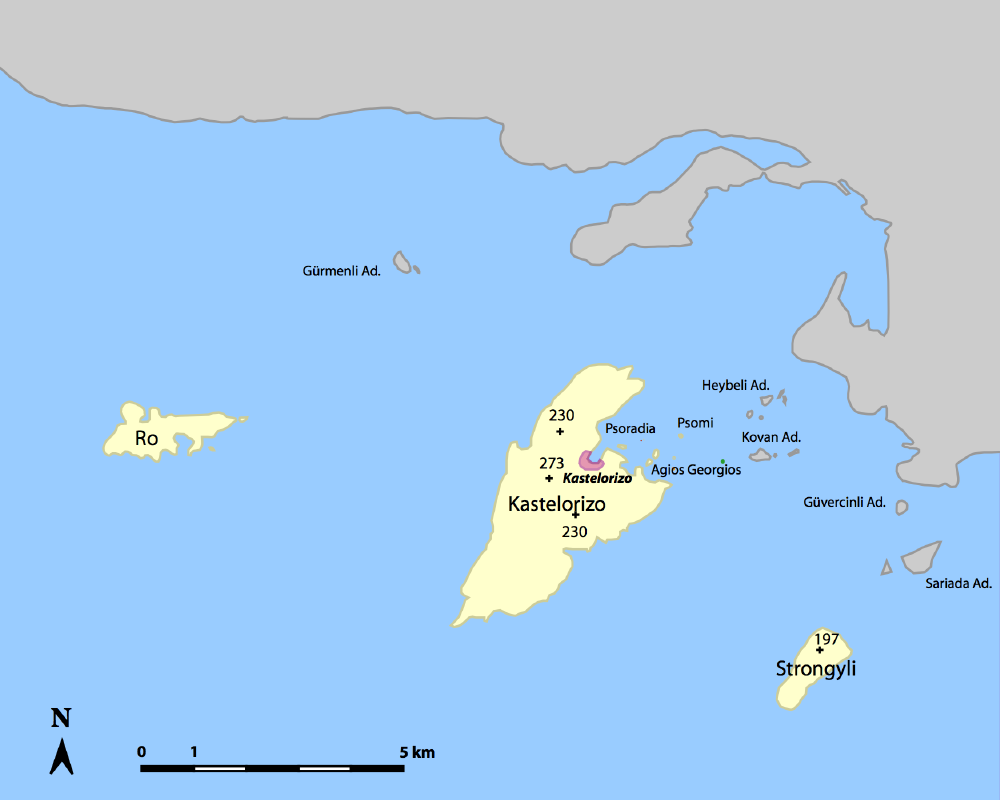
카스텔로리조 군도

터키 영토인 소아시아의 해안에서 남쪽으로 불과 2km 떨어진 곳에 위치한다. 유인도 중에서는 그리스 최동단에 위치한 섬이다. 무인도까지 포함한다면, 동쪽에 부속되어 있는 스트롱길리 메기스티스(그리스어: Στρογγυλή Μεγίστης) 섬이 최동단이다. 한편 서쪽에는 로 섬이 있다.
토양은 석회암이며, 약간의 올리브, 포도, 콩이 나올 뿐이다. 식수가 나오는 곳은 없다.

## 역사

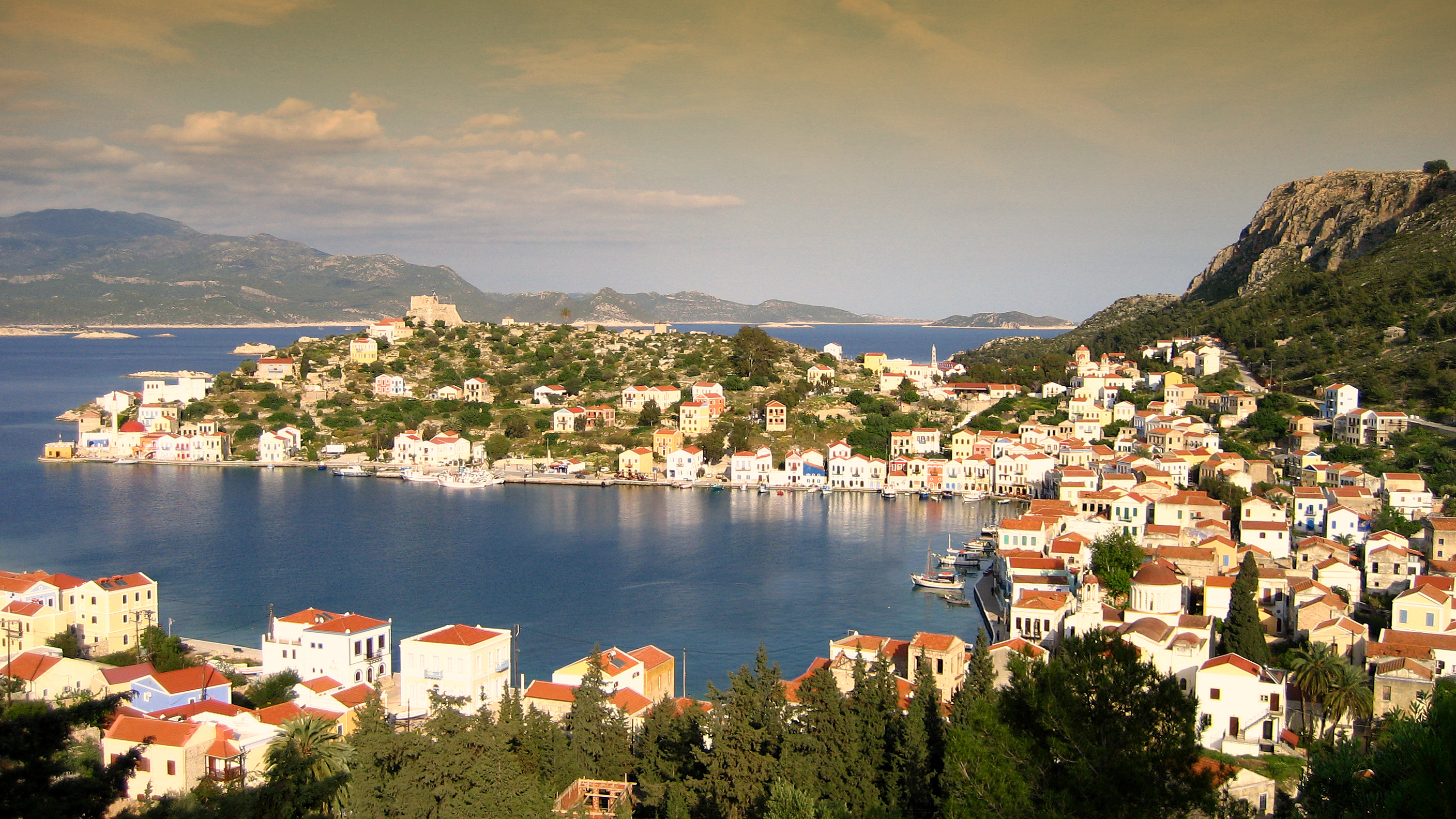
카스텔로리조 항구

19세기 말에는 인구가 1만 명으로 추정되는 최전성기를 맞았는데, 마크리(오늘날의 터키 페티예)와 베이루트 사이에서 당시에는 유일하게 안전한 항구를 가지고 있었기 때문이다.
1912년 이탈리아-투르크 전쟁 결과 이탈리아 왕국 영토가 되었으나, 1947년에 그리스 왕국의 영토로 확정되었다.